# .hm
hm. هو نطاق إنترنت من صِنف مستوى النطاقات العُليا في ترميز الدول والمناطق، للمواقع التي تنتمي إلى جزر هيرد وماكدونالد (تبعية لأستراليا).